# آدرین واندل
آدرین واندل (فرانسوی: Adrien Vandelle‎; ۲۹ اوت ۱۹۰۲ – ۱۶ اکتبر ۱۹۷۶) اسکی‌باز صحرانوردی اهل فرانسه بود.